# Pene Chewer
Pene Chewer (hebr. פני חבר) – wieś położona w samorządzie regionu Har Chewron, w Dystrykcie Judei i Samarii, w Izraelu.
Leży w południowej części Judei, na południowy wschód od miasta Hebron w górach Judzkich, w otoczeniu terytoriów Autonomii Palestyńskiej.

## Historia
Osada powstała w 1982 jako wojskowy punkt obserwacyjny, w którym w 1983 osiedlili się cywilni osadnicy żydowscy.